# Трибоківці
Трибо́ківці — село в Україні, у Львівському районі Львівської області. Населення становить 282 особи. Орган місцевого самоврядування — Бібрська міська рада.

## Історія
Державцем чи посідачем королівщини Трибоківці був Юрша з руського шляхетського роду Цебровських. У 1482 році Гунтер з Сеняви у Городні отримав згоду короля на викуп «з рук» Юрші Цебровського королівщин Баківців, Трибоківців, Репехів, Любча та фільварків Кучалове в Княжому Полі (Львівська земля)

## Політика

### Парламентські вибори, 2019
На позачергових парламентських виборах 2019 року у селі функціонувала окрема виборча дільниця № 460309, розташована у приміщенні народного дому.
Результати
- зареєстровано 198 виборців, явка 58,08%, найбільше голосів віддано за «Європейську Солідарність» — 33,91%, за «Слугу народу» — 20,87%, за Радикальну партія Олега Ляшка — 13,04%.[3] В одномандатному окрузі найбільше голосів отримав Андрій Кіт (самовисування) — 69,57%, за Олега Канівця (Громадянська позиція) — 12,17%, за Володимира Наконечного (Слуга народу) і Олега Филика (самовисування) — по 5,22%[4].